# Kerékgyártó Árpád Alajos
Kerékgyártó Árpád Alajos (szerzői nevén Kerékgyártó Árpád) (Jászberény, 1818. június 19. – Budapest, 1902. december 13.) művelődéstörténész, egyetemi tanár, az MTA levelező tagja (1861).

## Élete
Apja, Kerékgyártó Ignác, jász-kun kerületi várnagy, édesanyja, Roth Rozália, egy pesti polgár leánya volt. Elemi iskoláit szülővárosában végezte, majd német szóra Budára küldték, s a gimnázium alsó négy osztályát a kegyesrendieknél járta ki. Apja halála után szülővárosában folytatta tanulmányait, s a ferencesek gimnáziumában érettségizett. 1833-ban a pesti egyetemre iratkozott be, s a kétéves filozófiai és hároméves jogi tanulmányait itt folytatta. 1838-ban Pest város alkalmazásába állt, előbb írnoki, később peres és telekkönyvi ügyekkel kapcsolatos teendőket látott el. 1842-ben ügyvédi oklevelet szerzett magán- és váltójogból. Az 1843–1844-es pozsonyi országgyűlésen másfél évig Járy (Tretter) György segédjeként vett részt.
1845-ben megnősült, Ivanics Zsigmond pesti ügyvéd és könyvkereskedő leányát, Máriát vette el.
1844-től a Pest városi törvényszék aljegyzője, 1848-tól főjegyzője volt. E tisztségéből Havas József királyi biztos a korábbi tisztikar főbb tagjaival együtt 1849. január 23-án elbocsátotta. 1849 májusában, a császári csapatok kivonulása után Pest város közgyűlése törvényszéki tanácsossá választotta. mely tisztséget Haynau bevonulásáig, 11 hónapig látott el, s ekkor lemondott. Családjával Podmaniczky János apajpusztai birtokán talált menedéket és jogi tárgyak oktatásával foglalkozott, két év után a Budai kataszteri hivatalnál vállalt állást napidíjasként.
1860-ban az októberi diploma után visszakapta főjegyzői állását Pest városánál. 1861-ben közigazgatási tanácsossá választották, s Rottenbiller Lipót főpolgármester betegsége alatt Pest város helyettes polgármesteri állását is betöltötte. 1861-ben az MTA levelező tagjává választották, akadémiai székfoglalója 1869-ben hangzott el Magyarország alkotmánya biztosítékainak története címmel.
1862-től lemondott helyettes polgármesteri tisztségéről, ügyvédként dolgozott tovább, s magyar irodalommal és történelemmel foglalkozott. 1867-től a pesti, majd 1873-tól a budapesti Tudományegyetemen magyar művelődéstörténetet tanított 1898-ig. 1876-tól 1879-ig a bölcsészkar dékánja volt. Az 1867–1868-as tanévben egyeteme harmadik díszdoktorává avatták.
1898-as nyugdíjba vonulása alkalmából kutatói és tanári munkája elismeréseképpen nemességet kapott a Vámosgyörki előnév használatával.
A magyar művelődéstörténet kutatásában és oktatásában betöltött szerepe mind a mai napig figyelemreméltó.

## Emlékezete
1911. február 8-án emlékezetére Zuglóban utcát neveztek el róla. Magyarország emléknapjai című könyvét kétszer is kiadták a 20. század utolsó harmadában.

## Művei
- Magyarok életrajzai. I. Szakasz: Hajdankor ‐ 1600. Hét füzet. (Pest, 1856–1859) Online
- Magyarország mívelődésének története (889–1205), 1–32. (Pest, 1859–1865)
- Magyarország történetének kézikönyve 1–7. (Pest, 1867–1874)
- Hazánk évlapjai (889–1849) (1875) REAL-EOD
- A míveltség fejlődése Magyarországon (889–1301) (1881)
- Magyarország emléknapjai ezeréves történetében (1882); reprint kiad. 1987,[3] hasonmás kiad. 1993.[4]
- Sárvári felsővidéki gróf Széchenyi István élete (Pozsony, 1884)